# Eucoloneura
Eucoloneura is een geslacht van vlinders van de familie van de zakjesdragers (Psychidae).
Dit geslacht is monotypisch, dat wil zeggen dat het maar één soort heeft namelijk Eucoloneura fragilis (Barnes & McDunnough, 1916), die in de Verenigde Staten voorkomt.